# Гавришовка (Барский район)
Гавришовка (укр. Гавришівка) — село на Украине, находится в Жмеринском районе Винницкой области.
Код КОАТУУ — 0520285006. Население по переписи 2001 года составляет 431 человек. Почтовый индекс — 23027. Телефонный код — 4341.
Занимает площадь 6,8 км².
В селе действует храм Покрова Пресвятой Богородицы Барского благочиния Винницкой и Барской епархии Украинской православной церкви.
До 17 июля 2020 года находилось в Барском районе Винницкой области.